# Нью-Мілфорд (Пенсільванія)
Нью-Мілфорд (англ. New Milford) — місто (англ. borough) в США, в окрузі Сасквегенна штату Пенсільванія. Населення — 812 особи (2020).

## Географія
Нью-Мілфорд розташований за координатами 41°52′34″ пн. ш. 75°43′36″ зх. д. / 41.87611° пн. ш. 75.72667° зх. д. (41.876143, -75.726561).  За даними Бюро перепису населення США в 2010 році місто мало площу 2,63 км², уся площа — суходіл.

## Демографія
Згідно з переписом 2010 року, у селищі мешкало 868 осіб у 379 домогосподарствах у складі 232 родин. Густота населення становила 330 осіб/км².  Було 421 помешкання (160/км²).
Расовий склад населення:
| - 97,2 % — білих - 1,0 % — чорних або афроамериканців - 0,2 % — азіатів |

До двох чи більше рас належало 0,7 %. Частка іспаномовних становила 1,5 % від усіх жителів.
За віковим діапазоном населення розподілялося таким чином: 22,4 % — особи молодші 18 років, 62,2 % — особи у віці 18—64 років, 15,4 % — особи у віці 65 років та старші. Медіана віку мешканця становила 40,6 року. На 100 осіб жіночої статі у селищі припадало 97,7 чоловіків;  на 100 жінок у віці від 18 років та старших — 95,4 чоловіків також старших 18 років.
Середній дохід на одне домашнє господарство  становив 50 255 доларів США (медіана — 45 536), а середній дохід на одну сім'ю — 53 027 доларів (медіана — 46 176). Медіана доходів становила 36 250 доларів для чоловіків та 31 964 долари для жінок. За межею бідності перебувало 19,9 % осіб, у тому числі 40,5 % дітей у віці до 18 років та 0,0 % осіб у віці 65 років та старших.
Цивільне працевлаштоване населення становило 419 осіб. Основні галузі зайнятості: освіта, охорона здоров'я та соціальна допомога — 22,9 %, роздрібна торгівля — 14,6 %, мистецтво, розваги та відпочинок — 11,9 %, науковці, спеціалісти, менеджери — 10,3 %.